# Kaltenhofer Moor
Das Kaltenhofer Moor ist ein Naturschutzgebiet in den schleswig-holsteinischen Gemeinden Felm und Osdorf im Kreis Rendsburg-Eckernförde in der Nähe von Gut Kaltenhof.

## Naturschutzgebiet
Das rund 54 Hektar große Naturschutzgebiet ist unter der Nummer 41 in das Verzeichnis der Naturschutzgebiete des Ministeriums für Landwirtschaft, Umwelt und ländliche Räume eingetragen. Es wurde 1942 ausgewiesen (Datum der Verordnung: 25. Februar 1942). Es ist Bestandteil des FFH-Gebietes „Naturwald Stodthagen und angrenzende Hochmoore“. Zuständige untere Naturschutzbehörde ist der Kreis Rendsburg-Eckernförde. 
Es stellt den Rest eines Hochmoores unter Schutz, das in weiten Teilen abgetorft oder in Grünland umgewandelt worden ist. Spuren der früheren Nutzung sind Torfstiche, Dämme und Stichkanten. Im Osten des Naturschutzgebietes befindet sich ein fast ein Hektar großer Moorsee, der durch den Torfabbau entstanden ist. 
Das Naturschutzgebiet wird überwiegend von Moorwald geprägt, der auf dem entwässerten Moorkörper stockt. Dazwischen befinden sich offene Hochmoorflächen. Um die weitere Entwässerung des Moorkörpers zu stoppen, wurden einzelne Gräben abgedichtet. Für die Renaturierung des Moores sind weitere Maßnahmen nötig. 
In Teilbereichen konnte hochmoortypische Vegetation überleben, darunter Rosmarin-, Glocken- und Besenheide, Moosbeere, Schmalblättriges und Scheidiges Wollgras, Weißes Schnabelried und Rundblättriger Sonnentau.
Das Naturschutzgebiet ist eng mit dem südlich angrenzenden Stodthagener Wald und dem Lebensraum der Rotbauchunke auf einer südöstlich angrenzenden Grünlandfläche verzahnt. Im Stodthagener Wald wurden zu Beginn des 21. Jahrhunderts Vernässungsmaßnahmen begonnen, der Wald seiner natürlichen Entwicklung überlassen.
Im Osten des Naturschutzgebietes verläuft ein Pfad mit Informationstafeln durch das Naturschutzgebiet. Das Moor entwässert über Gräben zur Mühlenaue, die bei Strande in den Fuhlensee mündet. Das Naturschutzgebiet wird von der Schutzgemeinschaft Uthörn betreut.

## Geschichte
Das Moor war in einer Hand und wurde 1926 wieder Staatsbesitz. Der Hof Sturenhagen soll ein eingeschriebenes Recht haben, dort jährlich einhunderttausend Soden (Stücke Torf) zu backen. 1945 wurde der Torf ein wertvoller Heizungsfaktor. Gleich hinter dem Hochwald Stodthagen wurde ab 1945 unter Aufsicht der Gemeinde Torf gebacken. Die Soden wurden in Eigenleistung der Einwohner hergestellt. Für die Torfpresse war Christian Besler aus Dänischenhagen zuständig, der auch jeweils die zusammengestellten Kolonnen einarbeitete. Der Stromanschluss für den Betrieb der Torfpresse war auf dem gegenüberliegenden Bauernhof der Familie August Ivens installiert. Im weit größerem Maße wurde von 1946 bis 1948 durch die Firma Schimkus aus Friedrichsort gewerbemäßig Torf im Moor abgebaut. Aus dem großen Baggerloch, das heute Moorteich oder Moorsee genannt wird, wurde der Torfbrei entnommen. Gearbeitet wurde in zwei Schichten an zwei Pressen. Ein Schmalspur-Schienennetz, das zu den Trockenwiesen und zu der großen Verladerampe an der Gettorfer Landstraße führte, war entstanden. Drei Dieselloks sorgten für den Transport der Soden von der Herstellung bis zur Verladung. Mit der Währungsreform 1948 verlor der Torf bei der Bevölkerung seinen Wert und Zweck. Bessere Brennmaterialien wie Kohle, Braunkohle und Holz waren nun in jeder Menge wieder zu erhalten.